# (6198) Shirakawa
(6198) Shirakawa – planetoida z pasa głównego asteroid okrążająca Słońce w ciągu 3,42 lat w średniej odległości 2,27 j.a. Została odkryta 10 stycznia 1992 roku. Przed nadaniem nazwy planetoida nosiła oznaczenie tymczasowe (6198) 1992 AF1.